# Урмас Тартес
Урмас Тартес (ест. Urmas Tartes, 19 вересня 1963) — естонський біолог і фотограф-натураліст.

## Біографія
Навчався у середній школі Ниу, яку закінчив у 1982 році із золотою медаллю. У 1989 році закічив Тартуський університет cum laude як біолог-зоолог. У 1995 році захистив докторську дисертацію на тему «Ритми респірації у комах».
З 1989 року працював в Естонському інституті зоології та ботаніки, у 1996—2004 роках був директором інституту. У 2005—2010 — професор Естонського університету природничих наук. Після цього продовжує працювати вільним фотографом-натуралістом та письменником.

## Нагороди
У 2001 року став кавалером ордена Білої Зірки четвертого класу.
У 2009 році здобув нагороду «Veolia Environnement Wildlife Photographer of the Year» у категорії «Тварини у їхньому середовищі» за фотографію колемболи на сніжинці.

## Роботи

### Фото

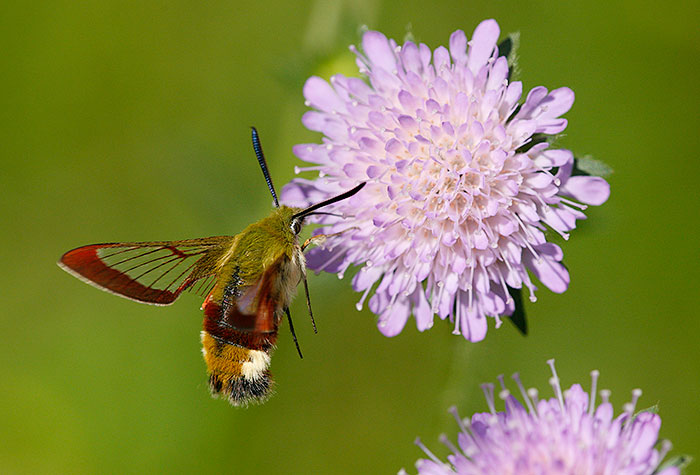
Hemaris fuciformis
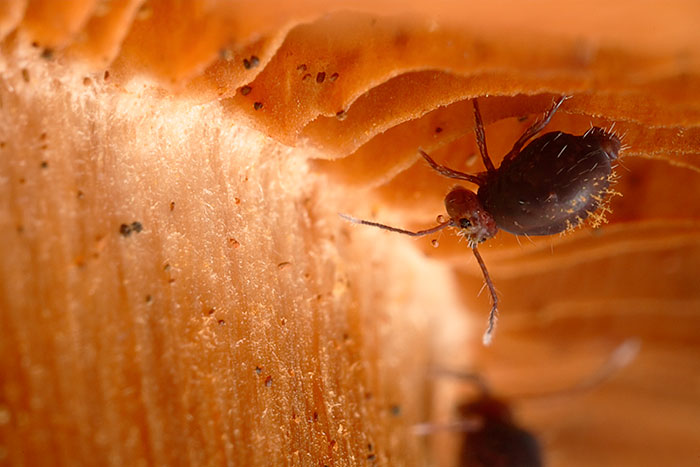
Allacma fusca
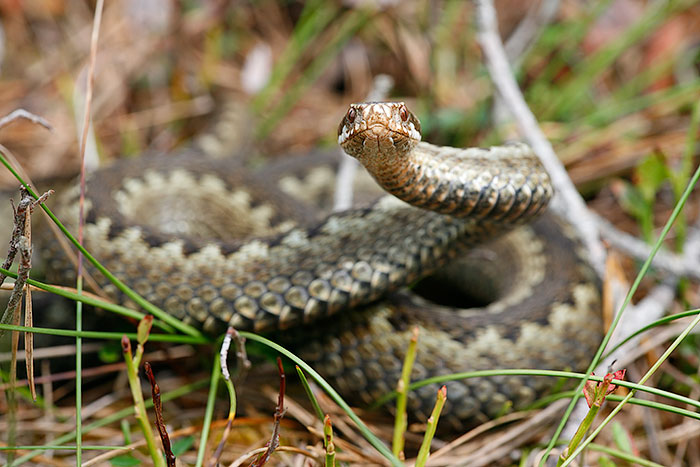
Vipera berus
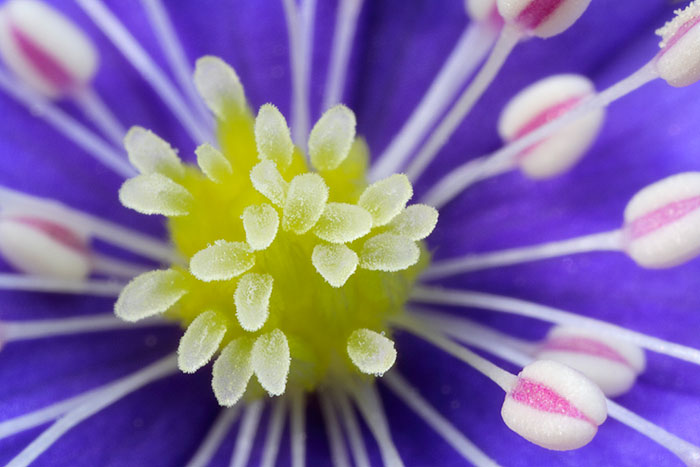
Anemone hepatica

### Книжки
Тартес був співавтором декількох книжок:
- 2001 — Bioloogia gümnaasiumile (частина III), Eesti Loodusfoto. ISBN 9985830466
- 2008 — Legendiloomad, Varrak. ISBN 9789985317822
- 2009 — Loodusfoto lugu ja lumm, Varrak. ISBN 9789985319901
- 2012 — Putukad õhus, maas ja vees, Valgus. ISBN 9789985682692
- 2014 — Eesti päevaliblikad, Varrak. ISBN 9789985329993